# Абрахамсен, Одд
Одд Абрахамсен (норв. Odd Abrahamsen, 20 мая 1924, Фредрикстад, Эстфолл — 23 июня 2001) — норвежский поэт.
Среди его сборников — Om det finnes en Stillhet (Если есть тишина, 1962), Nedslag (Скидка, 1971) и Makten skal tie (Власть должна молчать, 1944).
В 1983 году он был удостоен литературной премии Общества риксмола. Он получил Почётную премию Fritt Ord за свой поэтический вклад для балтийских стран.